# Marisfeld
Marisfeld település Németországban, azon belül Türingiában. Lakosainak száma 406 fő (2023. december 31.). Marisfeld Dillstädt, Oberstadt és Schmeheim községekkel határos.

## Népesség
A település népességének változása:
| Lakosok száma | 442  | 430  | 424  | 420  | 406  |
|               | 2017 | 2019 | 2021 | 2022 | 2023 |